# Grundsund
Grundsund is een plaats in de gemeente Lysekil in het landschap Bohuslän en de provincie Västra Götalands län in Zweden. De plaats heeft 663 inwoners (2005) en een oppervlakte van 71 hectare.

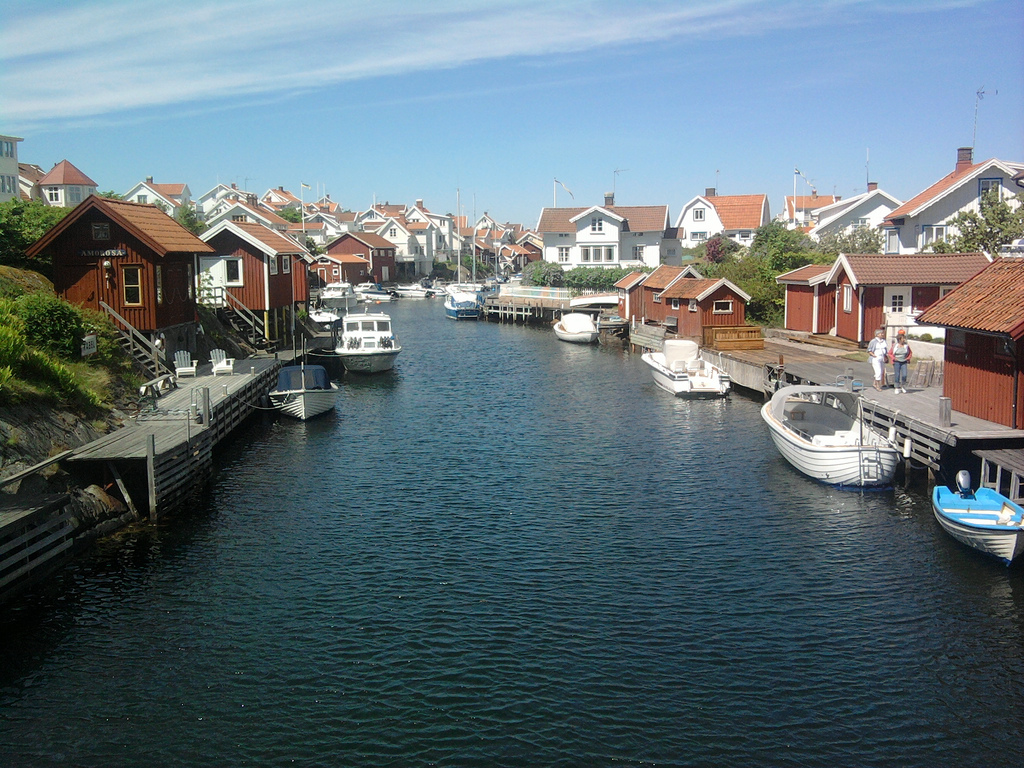
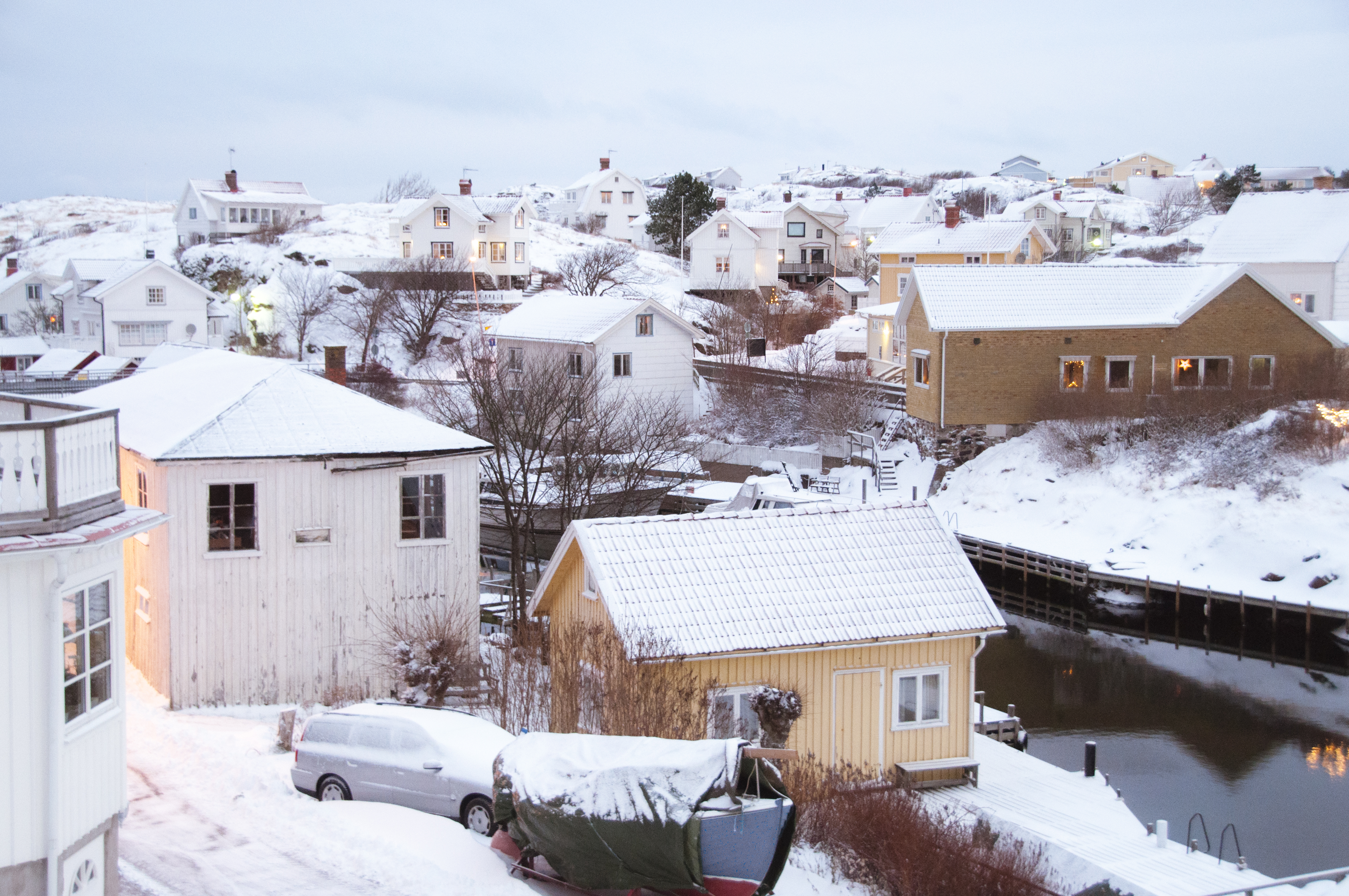
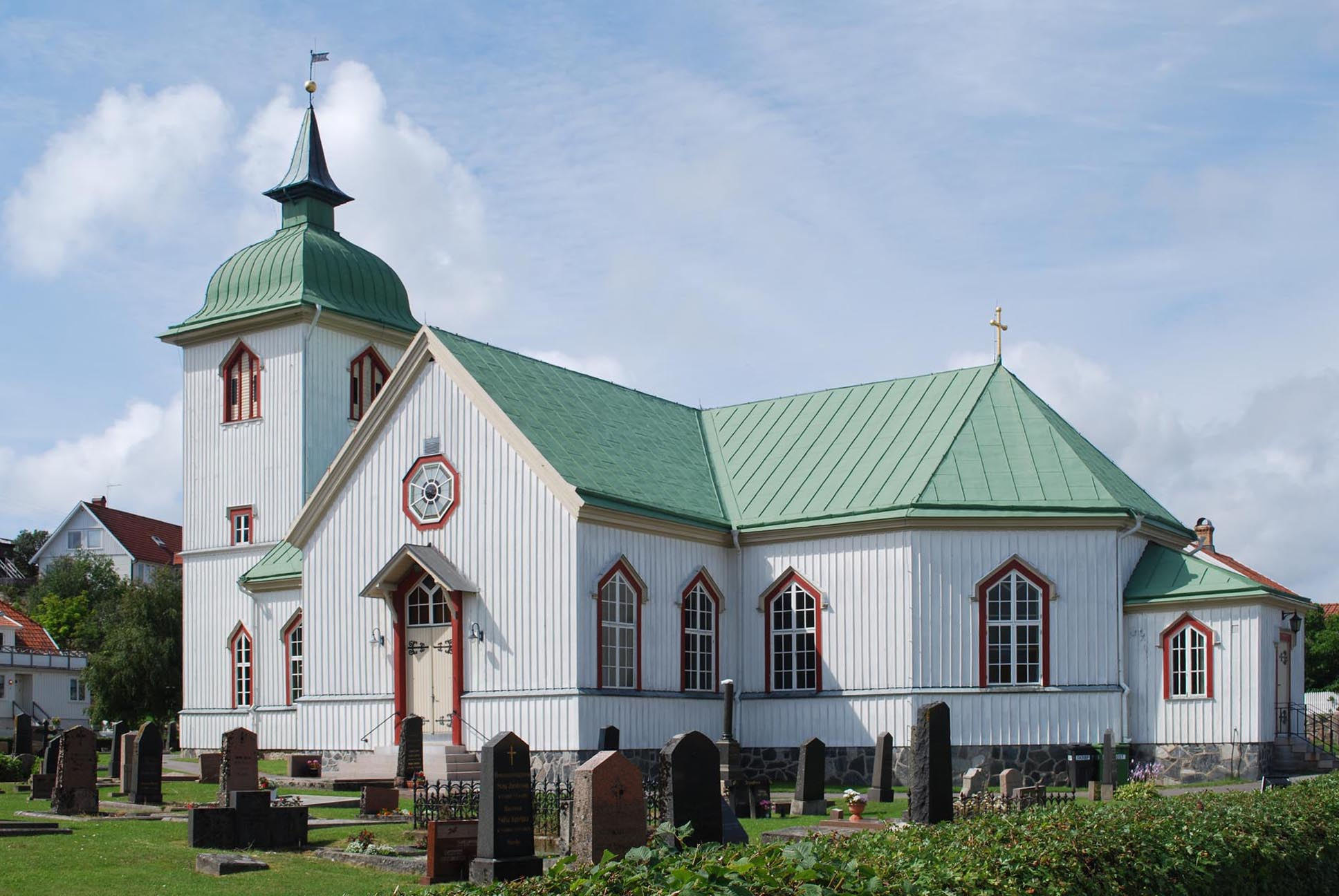